# Stefano Gentile
Stefano Gentile (Maddaloni, 20 settembre 1989) è un cestista italiano, di ruolo playmaker e guardia.

## Carriera
Nato a Maddaloni il 20 settembre 1989 è il figlio maggiore di Ferdinando Gentile, uno dei playmaker più forti degli anni '80 e '90. Anche il fratello più piccolo Alessandro è un cestista.

### Club
Dopo la stagione di esordio tra i professionisti nella Juvecaserta Basket (2005-06), Stefano milita nella stagione successiva nell'Imola e partecipa all'europeo under 18 (2007) con la casacca azzurra. Ha esordito in serie A1 nel 2008 nella prima giornata di campionato, il 30 settembre 2007, giocando 4 minuti contro la Eldo Napoli, in una partita vinta dalla sua Olimpia Milano 69 a 60. Stefano ha poi segnato i suoi primi punti nel massimo campionato italiano il 21 ottobre, contro la Montepaschi Siena, realizzando due tiri liberi, tuttavia la Armani Jeans ha perso quella partita per 95-59.
Al momento vanta un high di dodici punti in Eurolega e un high di quattro punti nei playoff 2007-08 con i 4 punti realizzati nella vittoria dilagante dell'Olimpia in gara-2 con Montegranaro.
Contestualmente ha condotto la compagine under-19 dell'Armani Jeans alle finali nazionali di categoria del giugno 2008.
Nella stagione 2008-09 viene ceduto all'Ostuni Basket nel campionato di B1, dove terminerà la stagione con 26 partite all'attivo, 17 minuti e 6,1 punti di media a partita.
Il 13 luglio 2009 viene ufficializzato il suo passaggio alla Bitumcalor Trento.
Il 6 luglio 2010 passa alla Fastweb Casale Monferrato, squadra che milita in Legadue. L'anno dopo approda in Serie A in seguito alla promozione di Casale. La stagione in Serie A termina con la retrocessione in Legadue. A luglio del 2012 viene ufficializzato il suo ritorno a Caserta.
L'8 luglio 2013 viene ingaggiato dalla Pallacanestro Cantù, con cui firma un contratto biennale.
Il 14 luglio 2015 firma un contratto biennale con la Pallacanestro Reggiana. Il 27 settembre 2015 vince la Supercoppa italiana di pallacanestro maschile 2015 con la maglia di Reggio.
Il 27 aprile passa in A2, firmando un contratto biennale con la Virtus Bologna con opzione di rescissione in caso di mancata promozione. Si aggrega così alla squadra per i Play-off.
Il 25 giugno 2018 firma un contratto biennale con la Dinamo Sassari.
L'8 aprile 2019 viene pubblicato un suo video sulle pagine social del Sand Basket (basket sulla sabbia) diventando testimonial della disciplina.
Il 31 marzo 2024 viene ingaggiato ufficialmente dal Trapani Shark, società che milita in A2 e centra la promozione in Serie A.

### Nazionale
Il 16 dicembre 2012 ha esordito in Nazionale maggiore, disputando l'All Star Game contro la selezione dei migliori giocatori stranieri della Serie A e risultando anche l'MVP della partita con 17 punti.

## Palmarès
- Campionato italiano dilettanti: 2

Virtus Bologna: 2016-2017
Trapani Shark  : 2023-2024
- Campionato italiano di Serie A2: 2

Casale Monferrato: 2010-2011
Trapani Shark: 2023-2024
- Supercoppa italiana: 2

Pallacanestro Reggiana: 2015
Dinamo Sassari: 2019
- FIBA Europe Cup: 1

Dinamo Sassari: 2018-19

## Statistiche
| Cronologia completa delle presenze e dei punti in Nazionale - Italia | Cronologia completa delle presenze e dei punti in Nazionale - Italia | Cronologia completa delle presenze e dei punti in Nazionale - Italia | Cronologia completa delle presenze e dei punti in Nazionale - Italia | Cronologia completa delle presenze e dei punti in Nazionale - Italia | Cronologia completa delle presenze e dei punti in Nazionale - Italia | Cronologia completa delle presenze e dei punti in Nazionale - Italia | Cronologia completa delle presenze e dei punti in Nazionale - Italia |
| Data                                                                 | Città                                                                | In casa                                                              | Risultato                                                            | Ospiti                                                               | Competizione                                                         | Punti                                                                | Note                                                                 |
| -------------------------------------------------------------------- | -------------------------------------------------------------------- | -------------------------------------------------------------------- | -------------------------------------------------------------------- | -------------------------------------------------------------------- | -------------------------------------------------------------------- | -------------------------------------------------------------------- | -------------------------------------------------------------------- |
| 16/12/2012                                                           | Biella                                                               | Italia                                                               | 107 - 92                                                             | World Stars                                                          | Amichevole                                                           | 12                                                                   | [ 6 ]                                                                |
| 13/04/2014                                                           | Ancona                                                               | Italia                                                               | 76 - 59                                                              | World Stars                                                          | Amichevole                                                           | 17                                                                   |                                                                      |
| Totale                                                               |                                                                      | Presenze                                                             | 2                                                                    |                                                                      | Punti                                                                | 29                                                                   |                                                                      |

## Record e curiosità
- Il 30 marzo 2015, contro il Pistoia Basket, ha raggiunto i 1000 punti segnati in Serie A.